# ガンヘッド (PCエンジン)
『ガンヘッド』(GUNHED) は、1989年にハドソンより発売されたPCエンジン用縦スクロールシューティングゲーム（SHT）。同年夏に劇場公開された東宝のSF映画『ガンヘッド』のゲーム化作品でもある。
1989年に行われた「第5回ハドソン全国キャラバン」（本作の3面をベースにしたスペシャルステージのハイスコアを競うリアルイベント。義務ではないが事前に公式ソフトである本作の製品版を購入して練習すればいくぶん有利となる。）の公式ソフトでもある。開発には『ザナック』（1986年）を制作した仁井谷正充が関与している。
日本国外では『ブレイジングレーザーズ』 (BLAZING LAZERS) のタイトルで発売された。
現在はPlaystation系ゲーム機やWii Uなどの配信ソフトとしてプレイ可能だが、いずれも日本国外版『ブレイジングレーザーズ』としてリリースされている（ただし、タイトル以外は日本版とほぼ同内容）。より詳細なデータは「#移植版」を参照。

## 概要
当時のPCエンジン作品において主流だった「トップビュー」（上から見下ろし）縦スクロール型の2Dグラフィック系SHT。4種のメイントショットおよび4種のサブウエポン、ボムを駆使しながら敵を倒していく。全9面で構成され、1周クリアでエンド。派手で多彩なパワーアップや撃ちまくる爽快感は、発売当時のゲーム雑誌から高い評価を受けた。ゲーム誌『ファミコン通信』の「クロスレビュー」では、シルバー殿堂入りを獲得している。
SF映画『ガンヘッド』と同名を冠し、タイトル画面には「1989 ©️ TOHO SUNRISE」という映画に関する権利表記があるものの、世界観としての繋がりや関連性はほとんど無い。ただし、テレビCMには映画内のシーンが使用され、同作品の登場人物も出演している。また、ストーリーはカイロン5との戦いから55年後となっており、自機はガンヘッド507-2を宇宙戦闘用に強化した機体である。ただし、ストーリーは説明書に記載されておらず、当時のチラシや広告で確認する必要があった。
コンティニューについては、国内版『ガンヘッド』は無制限だが、海外版『ブレイジングレーザーズ』は4回までの制限がある。
「第5回ハドソン全国キャラバン」用として、キャラバンで使用されたバージョンとほぼ同内容となる『ガンヘッド Special Version』が存在する。これはキャラバン入賞者への賞品や各種プレゼント企画（PCエンジン本体購入キャンペーン、ブロディアのクイズ・パスワードキャンペーンなど）にて景品として贈呈された非売品である。当時は2万本程度配布されたが現存数は極めて少ないとされ、現在は高値で取引きされている。

## ゲーム内容

### アイテム
アイテムキャリアーおよび地上物を破壊すると出現。メイン武器はI-IVの数字、サブ武器はS・M・F・Hのアルファベットで表示され、それぞれ同じアイテムを取得し続けることにより1段階ずつ強化されていく。
いずれのメイン武器も2段階以上で自機にシールドが装備され、敵や敵弾を防ぐことができる。ただし、サブ武器のS以外を装備した状態で被弾すると自機の装備がレベルダウンする（レベルダウンは敵の攻撃によって異なる）。また、自機のメインショットは紫色のジェルを一定数または同じ番号のメイン武器アイテムを取得するごとにパワーアップする（同じ番号のメイン武器アイテムを取得した場合は1個でパワーアップする）。

#### メイン武器
I フォトンプラクター
自機の標準装備。撃破された場合はこの装備になる。最大5方向に弾を発射でき、他装備では一度に4発のホーミングミサイルが8発まで発射できる。
II ディスラプト・ウェーブ
前方に三日月状のウェーブ弾を発射。パワーアップすると斜め前方にも弾を撃ち最大3方向に発射される。自機の移動と連動し、発射角度をある程度操作可能が、あまり連射はできない。
III フィールドサンダー
敵を貫通するレーザーを放つ。パワーアップにともない一度に発射されるレーザーの本数が増え、軌跡がより複雑となる。最強時には画面全体を覆う。
IV リング・プラスター
自機のショットが脆弱となるが（Iの2段階目に固定される）、機体周囲を回転する球体バリアは、耐久力の無い敵機を破壊し、ほぼすべての敵弾を防ぐことができる。パワーアップするとバリア数や回転速度が増す。（最大４つまで）

#### サブ武器
F フル・ファイヤー
装備中のメインショットを特殊武器へと強化する。フォトンプラクター装備時は火炎放射器のような炸裂弾が直進攻撃して耐久力の高い敵に当たると前方5方向の通常弾となる。ディスラプト・ウェーブ装備時はウェーブ弾が増加。フィールドサンダー装備時は追尾式のグリーンのレーザーが１本発射される（武器レベルが高い場合は2本）。リング・プラスター装備時はリングが高速回転ショットとなる。
H ホーミング・ミサイル
誘導弾。パワーアップにともない追尾性能が高くなる。4段階目の小爆発では短時間ながら継続的にダメージを与えられる。フィールドサンダーの誘導はスコアより下の敵に限定されるが、ミサイルは画面全体に誘導効果がある。
M マルチ・ボディ
自機の動きをトレースするオプションが最大2個まで装備され、援護射撃を行う。パワーアップすると緑色となり、敵機や敵弾を防ぐことができるが時間経過で効果は消滅する。
S シールド
標準装備のもの（上記参照）を上回る強力な防御性能を持ったシールドを装備。被弾しても耐久力が続く限り武器はパワーダウンしない。被弾の有無にかかわらず時間経過により耐久力が減っていき、少なくなると赤と緑に明滅する。

#### 隠し装備
8方向ショット
IおよびIVのメインショットを最強までパワーアップさせ、ボムのストックを0個にする。その後、ジェルのみ30個連続で取得すると緑色のアイテムキャリアーから自機と同形のアイテムが出現。取得することでフォトン・プラクターとリング・ブラスターに限り8方向にショットが撃てるようになる。製品版未収録のスコアアタックモードでは、10000点を獲得できる。出現条件を満たせば何度でも取得可能。被弾によるパワーダウンは前方ショットのみ。また、8方向ショット使用中にメイン武器をIIおよびIIIに切り替えるとキャンセルされる（サブ武器の切り替えは影響なし）。

## 移植版
- すべて海外版「ブレイジングレーザーズ」としての移植。
- 現在、新規に購入可能な機種版の販売元は、ハドソンを吸収合併し、同社の著作権をすべて保有・管理するコナミデジタルエンタテインメント (KDE) 名義となっている。

| No. | タイトル       | 発売日                                    | 対応機種                                                    | 開発元           | 発売元              | メディア                                | 型式 | 備考                                                          |
| --- | -------------- | ----------------------------------------- | ----------------------------------------------------------- | ---------------- | ------------------- | --------------------------------------- | ---- | ------------------------------------------------------------- |
| 1   | Blazing Lazers | 2007年5月21日 2007年5月25日 2008年6月17日 | Wii                                                         | コンパイル       | ハドソン            | ダウンロード （バーチャルコンソール）   | -    | 2019年1月31日配信・販売終了                                   |
| 2   | Blazing Lazers | 2010年6月21日                             | PlayStation Portable PlayStation 3 (PlayStation Network)    | コンパイル       | ハドソン ※現在はKDE | ダウンロード （PCエンジンアーカイブス） | -    |                                                               |
| 3   | Blazing Lazers | 2014年6月11日 2017年5月18日               | Wii U                                                       | コンパイル       | KDE                 | ダウンロード （バーチャルコンソール）   | -    |                                                               |
| 4   | Blazing Lazers | 2020年3月19日                             | PCエンジン mini TurboGrafx-16 mini PC Engine CoreGrafx mini | M2 ※移植開発担当 | KDE                 | プリインストール                        | -    | 本体にあらかじめ収録されている 約50作品の中の一つとして収録。 |

## 開発
タイトルは『ガンヘッド』となっているが、タイトルロゴ以外に映画との関連性はほとんどない。これは、当初「スーパースターソルジャー」として開発に入った後、中盤に同映画の版権が取れてタイアップが決まったことによる。ハドソンは、1985年から毎年シューティングゲームを用いたゲーム大会で全国行脚する「ハドソン全国キャラバン」を行っていた。本作を用いた大会の前年（1988年）は従来のシューティングゲームではなく野球ゲーム『パワーリーグ』を採用して参加者数が激減したため、1989年の大会は映画『ガンヘッド』とのタイアップによって再度盛り上げようという意図があった。
なお、翌1990年の公式ソフトには『スーパースターソルジャー』が採用されている。

## スタッフ
- プログラマー：JEMINI HIRONO（広野隆行）、POCHI NAKAMORI（中森朋俊）
- デザイナー：JANUS TERAMOTO（寺本耕二）、ZASH.PRI.PRI（末吉公道）、NAKASHIMA PUPPY（中島和之）
- コンポーザー：MIYAMO（宮本昌知）、J.T.S、MATS（塚本雅信）、SYDON（井上志純）、OZONO、TAKEUCHI（竹内啓史）
- ディレクター：植山幹郎、川田忠之、MOO NIITANI（仁井谷正充）
- プロデューサー：遠藤英俊、青山英治
- スペシャル・サンクス：BEST FRIENDS IN SAPPORO、ジョン・グレイナー、ライス・グランズ、MIZUTAN（水田浩司）、HEALTHY TOYAMA（外山雄一）

## 評価
ゲーム誌『ファミコン通信』の「クロスレビュー」では7・8・8・7の合計30点（満40点）でシルバー殿堂入りを獲得。『マル勝PCエンジン』では8・7・8・10の合計33点（満40点）。『PC Engine FAN』の読者投票による「ゲーム通信簿」での評価は以下の通りで24.10点（満30点）となった。また、この得点はPCエンジン全ソフトにおいて38位（485本中、1993年時点）。
| 項目 | キャラクタ | 音楽 | 操作性 | 熱中度 | お買得度 | オリジナリティ | 総合  |
| 得点 | 4.04       | 4.10 | 4.18   | 4.10   | 3.89     | 3.79           | 24.10 |